# Javier Echevarría Rodríguez
Javier Echevarría Rodríguez (Madrid, 14 de juny de 1932 - Roma, 12 de desembre de 2016) va ser un bisbe de l'Església Catòlica, successor d'Álvaro del Portillo com a prelat de l'Opus Dei.

## Biografia
Era el més petit de vuit germans, i va estudiar al col·legi dels marianistes de Sant Sebastià fins que es traslladà a Madrid, on continuà els estudis al col·legi Chamberí dels maristes. El 1948 va conèixer gent de l'Opus Dei en una residència d'estudiants i pocs mesos després es va fer de l'Opus Dei en sentir-se cridat per Déu a aquesta vocació. Va començar els estudis de Dret a la Universitat de Madrid i els va acabar a Roma, on es doctorà en Dret Canònic el 1953 per la Universitat Pontifícia de Sant Tomàs d'Aquino i en Dret Civil el 1955 per la Universitat Pontifícia Lateranense. El 7 d'agost del mateix 1955 va ser ordenat sacerdot.
Fou secretari de sant Josepmaria Escrivà de Balaguer del 1953 al 1975. El 1975 va ser nomenat secretari general de l'Opus Dei i, el 1982, vicari general. Després de la mort d'Álvaro del Portillo, Joan Pau II el nomenà prelat de l'Opus Dei el 20 d'abril de 1994 i bisbe el 6 de gener de 1995 a la basílica de Sant Pere del Vaticà.
Mentre fou prelat, l'Opus Dei començà a 16 països, entre els que hi ha Rússia, Kazakhstan, Sud-àfrica, Indonèsia i Sri Lanka. També ha promogut iniciatives a favor dels immigrants, els marginats i els malalts, com els centres de cures pal·liatives per malalts terminals.
Va ser membre de la Congregació per a les Causes dels Sants i de la Signatura Apostòlica. Va participar en els sínodes de bisbes de 2001, 2005 i 2012 i en els dedicats a Amèrica (1997) i Europa (1999).
Va morir el 12 de desembre de 2016 en la festa de la Mare de Déu de Guadalupe. El vicari auxiliar, Fernando Ocáriz, li va administrar els sagraments la mateixa tarda. Havia estat hospitalitzat el dia 5 del mateix mes per una insuficiència respitatòria provocada per una infecció pulmonar al Policlínic Biomèdic de Roma.

## Publicacions
- Javier Echeverría. Itinerarios De Vida Cristiana.  Editorial Planeta Mexicana Sa De cv, 1 febrer 2001. ISBN 978-84-08-03785-9.
- Javier Echevarría. Para servir a la Iglesia.  Ediciones Rialp, febrer 2001. ISBN 84-321-3358-2.[Enllaç no actiu]
- Javier Echevarría; Salvador Bernal Memoria del Beato Josemaría Escrivá.  Ediciones Rialp, 2002. ISBN 978-84-321-3305-3.[Enllaç no actiu]
- Javier Echevarría. Eucaristía y vida cristiana.  Ediciones Rialp, 2005. ISBN 978-84-321-3557-6.[Enllaç no actiu]
- Javier Echevarría. Getsemaní: en oración con Jesucristo.  Planeta, 2005. ISBN 978-84-08-05785-7.
- Javier Echevarría. Vivir la santa misa.  Ediciones Rialp, febrer 2010. ISBN 978-84-321-3772-3.[Enllaç no actiu]
- Javier Echevarría. Creo, creemos.  Ediciones Rialp, febrer 2014. ISBN 978-84-321-4413-4.[Enllaç no actiu]
- Javier Echevarría. Misericordia y vida cotidiana.  ODOI, 2016.